# Hypena euprepes
Hypena euprepes är en fjärilsart som beskrevs av Fletcher 1961. Hypena euprepes ingår i släktet Hypena och familjen nattflyn. Inga underarter finns listade i Catalogue of Life.